# Musée du sourire
Le musée du sourire est un musée fondé en 1996 par la critique d'art Alexia Guggémos, sur le thème du sourire dans l'art et notamment dans l'art contemporain. Premier musée virtuel au monde, en 2022, il s'incarne dans un lieu physique à Paris.

## Création et mission
Le musée du sourire a été imaginé par la critique d'art Alexia Guggémos en 1996, à la suite d'une rencontre un jour de grèves dans un autobus parisien d'une jeune étudiante n'ayant jamais visité le Louvre. L'idée d'un parcours des dix plus beaux sourires au Musée du Louvre pour une visite initiatique donne lieu à une réflexion sur le sourire dans l'art.
Inauguré au Web Bar à Paris le 1er juillet 1998, le musée a situé son siège à l'origine à Paris, au 91 rue de Seine. Le premier événement artistique s'est tenu en 1998 à la Villa Médicis à Rome autour d'un concert d'improvisation de Thierry Machuel autour de sourires fournis par les résidents. Les contributions ont été réunies dans un numéro de la revue Jubilate. En 2022, il se trouve au 45 rue des Lévis à Paris. Il est décrit comme le plus petit musée de France par la chroniqueuse Monique Younès sur RTL en août 2023.
Les pages de ce musée virtuel reprennent les actualités du sourire et des études de sociologie et de psychologie. On y trouve également un texte explicatif retraçant les plus beaux sourires de l'histoire de l'art. Le concept de ce musée repose sur l'accessibilité par internet à un contenu artistique contemporain en relation avec le sourire. Alexia Guggémos, propriétaire et conservatrice du musée, a choisi le thème du sourire car il est facilement compréhensible et universel. Son ambition : susciter l'émotion pour mieux appréhender l'art.

« Pour percer le mystère du sourire dans l'art, à pousser les portes d’un inattendu musée du Sourire, galerie numérique tout entière consacrée aux œuvres qui glorifient les bouches décousues et les commissures relevées, dont la créatrice, Alexia Guggémos, se fait la guide inspirée. »

Dans le domaine de la sculpture gothique, sa découverte : il y aurait une étonnante correspondance entre l'Ange au sourire, de Reims (1240), et le Tentateur, de la cathédrale de Strasbourg (1280), son jumeau machiavélique... peut-on lire dans un article paru dans l'hebdomadaire La Vie en décembre 2020.

## Collection d'art contemporain
L'œuvre phare de ce musée est une représentation du Dalaï-lama réalisée avec des Rubik's Cubes par l'artiste Invader figure majeure du street-art. Parmi les artistes dans la collection, on peut citer les photographes Sabine Weiss ou Andres Serrano, mais aussi les plasticiens Orlan,, et Roman Cieslewicz.

## Événements
Pour la première fois en France en 2002, le Musée du sourire organisait les Journées du sourire en s'inspirant d'un événement déjà existant au Québec,. Lors de la première édition, des courts-métrages ont été présentés à Paris dont le film Sourire de toutes ses dents de Roman Polanski. Le compositeur Thierry Machuel a improvisé sur des sourires d'expressions artistiques variées. Le Musée du sourire organise régulièrement des concours de photographie mettant à l'honneur le sourire, et aussi un concours d'écriture, le Prix littéraire du sourire.
En 2009, le Festival du sourire, un concours photos international a récompensé l'artiste turco-italien Anthony Asael pour ses sourires d'enfants partout dans le monde réalisés dans le cadre d'un programme soutenu par l'Unicef. Le jury était présidé par Sabine Weiss.
Le Musée du sourire participe à la Museum Week depuis 2014. Pour l'édition 2018, le musée a collaboré avec le centre d'art numérique EP7 à Paris. Chaque jour de cette semaine des musées sur les réseaux sociaux, une œuvre de la collection était affichée sur les douze écrans qui couvrent la façade de 133 m2 dont un portrait souriant de Catherine Ikam extrait de la série des Points Cloud Portraits.